# Dragi Šestić
Dragi Šestić (Mostar, 14 mei 1966) is een Bosnische muziekproducent, geluidstechnicus, regisseur van videoclips en eigenaar van een platenlabel, Snail Records.

## Biografie
Šestić groeide op in Mostar in Bosnië. Via de platencollectie van zijn vader leerde hij veel soorten muziek kennen: sevdah, chansons, fado, flamenco, mariachi, canzona, jazz en zigeunermuziek. Šestić studeerde in Mostar af als civiel ingenieur.
Tijdens de Bosnische burgeroorlog werd Mostar bestookt door het Kroatische leger. Delen van de stad kwamen zonder elektriciteit, water en voedsel te zitten. Ondanks de moeilijke omstandigheden werden er concerten en poëzie-avonden georganiseerd, vaak bij kaarslicht. Šestić werkte destijds bij radiozender War Radio en zond een groot deel van de dag sevdah uit. Bij de radio kwam hij in contact met twee lokale muzikanten, de zanger Ilijaz Delić en de accordeonist Mustafa Šantić. Hij raakte onder de indruk en nam een cassette op met muziek van Delić en Šantić.
Šestić vluchtte later in de oorlog naar Nederland met zijn Nederlandse vrouw, een oorlogsfotografe. Hij studeerde aan de School of Audio Engineering en liep stage bij een remasteringbedrijf.

### Oprichting Mostar Sevdah Reunion
In 1998 keerde Šestić terug naar Mostar om daar te gaan werken bij een architectenbureau. In Mostar bezocht hij het Pavarotti Muziekcentrum. Daar kwam hij Delić en Šantić tegen, die op zoek waren naar een baantje als muziekdocent. Op initiatief van Šestić gaven ze een optreden voor de directeur van het muziekcentrum, waar enthousiast op gereageerd werd. Ook op de demo die ze daarna opnamen werd enthousiast gereageerd, onder andere door Brian Eno, die Šestić aanmoedigde om door te gaan met produceren. Šestić formeerde vervolgens een groep met muzikanten, waaronder Delić en Šantić.
In 1999 bracht de groep hun eerste album uit onder de naam Mostar Sevdah Reunion. Mostar Sevdah Reunion gaf diverse optredens in Nederland en België, onder andere in het Koninklijk Concertgebouw en op Sfinks en het Amsterdam Roots Festival. Muziektijdschrift Songlines noemde Mostar Sevdah Reunion "een van de beste bands uit de Balkan" en de band die "misschien wel het begin inluidde van Bosnië's nieuwe sevdah beweging"

### Samenwerking met andere artiesten
Šestić en Mostar Sevdah Reunion brachten daarna nog diverse albums uit, waaronder albums met de bijna vergeten zigeunermuzieklegendes Šaban Bajramović en Ljiljana Buttler. Šestić kende beide zangers nog uit de platencollectie van zijn vader. Het was zijn vader die hem aanraadde om een album met Šaban Bajramović op te nemen. Šestić besloot beide zangers op te sporen, al kostte het hem in het geval van Buttler 18 maanden en ontelbare telefoontjes om haar te overtuigen om mee te doen. Ljiljana Buttler en Mostar Sevdah Reunion gaven samen optredens op onder andere het North Sea Jazz Festival, Crossing Border en het Bimhuis. Mostar Sevdah Reunion ging ook op tournee met Šaban Bajramović, ze traden onder andere op in het Koninklijk Concertgebouw.
Daarnaast werkten Amira Medunjanin, Esma Redžepova en Boban Marković mee aan albums van Mostar Sevdah Reunion. Mostar Sevdah Reunion werkte vervolgens mee aan het door Šestić geproduceerde debuutalbum Rosa van Amira Medunjanin.
Šestić nam daarnaast albums op met diverse andere artiesten uit de Balkan, waaronder Ljubiša Stojanović Louis en Fulgerica, maar ook met artiesten uit andere regio´s en genres, zoals de Iraakse zangeres Farida Mohammad Ali en de Deense klezmergroep Klezmofobia.

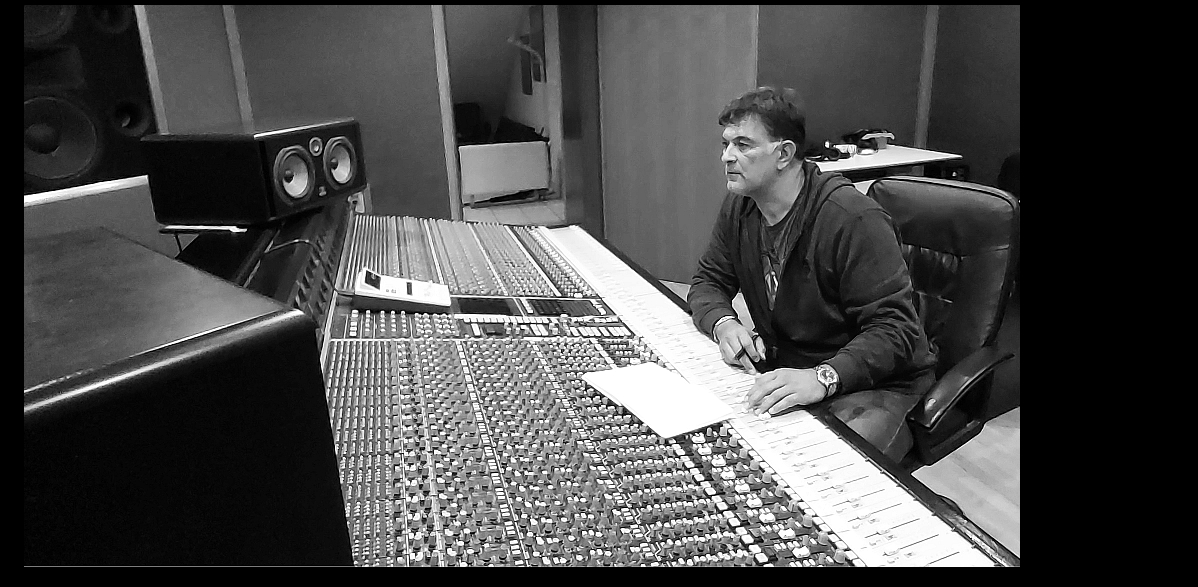
Dragi Sestic in studio Neretva in Mostar, Bosnia and Herzegovina

## Erkenning en waardering
Šestić wordt gewaardeerd vanwege de bijdrage die hij heeft geleverd aan het internationale succes van de sevdah en van herontdekte artiesten als Šaban Bajramović en Ljiljana Buttler. De Volkskrant schreef dat Šestić "tradities voor een breed publiek toegankelijk weet te maken zonder afbreuk te doen aan de authenticiteit." De BBC schreef dat Šestić "wonderen blijft verrichten met de Balkan brand". Songlines noemde Šestić "de beste muziekproducent van Bosnië". Muziektijdschrift fRoots noemde Šestić "een van Mostar's meest beroemde zonen, een visionair, herontdekker, meesterproducent, meest bekend als de manager van Mostar Sevdah Reunion, een soort Bosnische Buena Vista Social Club, die sevdah muziek - Bosnië's blues - naar westerse concertzalen bracht".
Het werk van Šestić is te vinden op diverse verzamelalbums, zoals Rough Guide to Gypsy Music en The Rough Guide to the Music of the Balkans.

## Discografie als muziekproducent
- Mostar Sevdah Reunion: Mostar Sevdah Reunion (1999, World Connection)
- Mostar Sevdah Reunion:  Presents Šaban Bajramović: A Gypsy Legend (2001, World Connection)
- Ljiljana Buttler: The Mother Of Gypsy Soul (2002, Snail Records)
- Fulgerica and The Mahala Gipsies: Gypsy Music From The City Of Bucharest (2002, World Connection)
- Mostar Sevdah Reunion: A Secret Gate (2003, Snail Records)
- Amira: Rosa (2004, Snail Records)
- Branko Galoić: Above The Roofs (2005, Snail Records)
- Farida: Ishraqaat (2005, Snail Records)
- Mostar Sevdah Reunion and Ljiljana Buttler: The Legends Of Life (2005, Snail Records)
- Mostar Sevdah Reunion and Šaban Bajramović: Šaban (2006, Snail Records)
- Mostar Sevdah Reunion: Cafe Sevdah (2007, Snail Records)
- Ljiljana Buttler: Frozen Roses (2009, Snail Records)
- Sarr e Roma: Sarayland (2010, Snail Records)
- Louis: The Last King Of The Balkans (2011, Snail Records)
- Klezmofobia: Kartushnik (2012, Tiger Records)
- Mostar Sevdah Reunion: Tales From A Forgotten City (2013, Snail Records/ World Connection)
- Mostar Sevdah Reunion: Kings Of Sevdah (2016, Snail Records)
- Klapa Reful Split: Heart Of Dalmatia (2017, Snail Records)
- Mostar Sevdah Reunion presents Sreta: The Balkan Autumn (2018, Snail Records)
- Marin Jerkunica: Badija (2019, Snail Records)
- Mostar Sevdah Reunion: Lady Sings The Balkan Blues (2022, Snail Records)
- Mostar Sevdah Reunion: Live in Sarajevo (2023, Snail Records)
- Mostar Sevdah Reunion: Bosa Mara (2024, Snail Records)
- Tondini plays Mostar Sevdah Reunion: Disko 088 (2025, Snail Records)

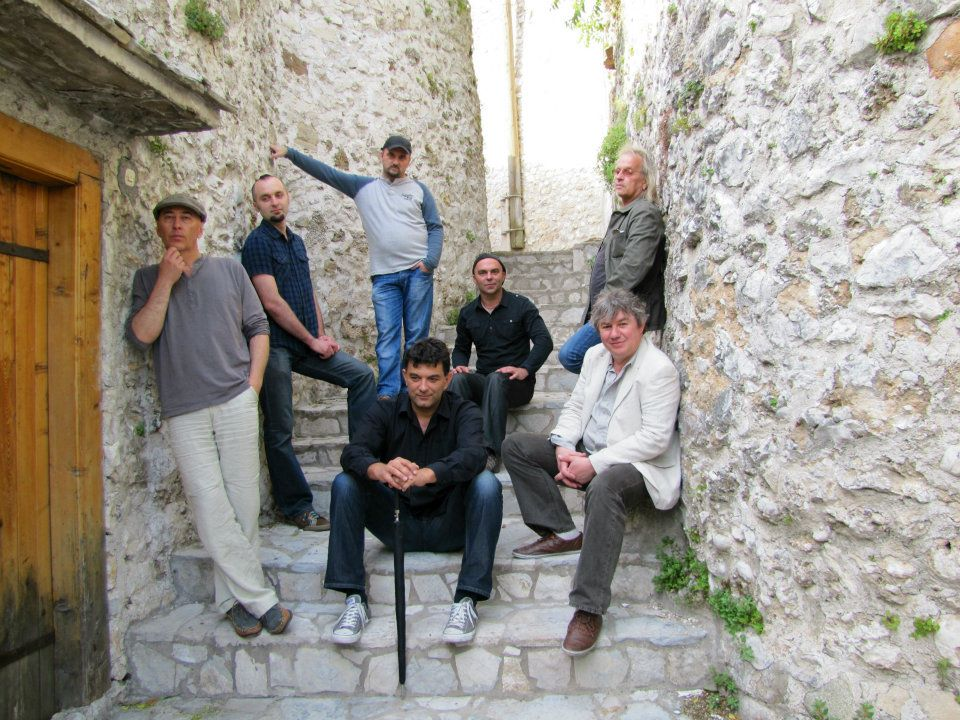
Mostar Sevdah Reunion and Dragi Šestić

## Prijzen
- Davorin Bosnian Music Awards 2002: Special Award
- Davorin Bosnian Music Awards 2003: The Best Ethno Album Of The Year voor The Mother of Gypsy Soul: Ljiljana Buttler
- Davorin Bosnian Music Awards 2004: The Best Album Of The Year en The Best Ethno Album Of The Year voor Mostar Sevdah Reunion - A Secret Gate

## Documentaires
Šestić en/of zijn werk komen aan bod in de volgende documentaires:
- Mostar Sevdah Reunion - Pjer Žalica (2000)
- Sevdah the Bridge that Survived - Mira Erdevički (2005)
- Šaban - Miloš Stojanović (2007)
- Tales from a Forgotten City - Amir Grabus (2013)
- Balkan Blues: Stories from Mostar - Lucio de Candia (2016)
- Hoću kući 2: Doprinos domovini - Al Jazeera Balkan (2018)
- Sounds that made us – Klapa by Balázs Weyer 2023[21]